# SŽD-Baureihe Д2
Die Triebwagen der Baureihe Д2 (deutsche Transkription D2) der Sowjetischen Eisenbahnen (SŽD) sind schmalspurige Dieseltriebwagen zum Einsatz auf der Insel Sachalin.

## Entwicklung
Der Südteil Sachalins war bis 1945 Teil Japans und gelangte als Folge des Zweiten Weltkriegs zur Sowjetunion. Das Bahnnetz hatte die in Japan übliche Spurweite von 1067 mm (Kapspur). Neben Dampflokomotiven der Baureihe D51 waren auch Dieseltriebwagen verschiedener japanischer Bauarten vorhanden. Acht von ihnen wurden ab 1958 reaktiviert, als durch die Ausdehnung des 1067-mm-Netzes auf den Nordteil der Insel der Fahrzeugbedarf für den Nahverkehrseinsatz stieg. 1961 kamen acht Triebwagen japanischer Bauart der Baureihe A1 hinzu. In den 1980er Jahren stand der Ersatz dieser Triebwagen an. Der Versuch der Umspurung eines breitspurigen Triebzugs der Baureihe ДР1 (DR1) scheiterte.
Da die Spurweite 1067 mm in der Sowjetunion außerhalb Sachalins nicht nennenswert vertreten war, und aufgrund der Erfahrung der japanischen Schienenfahrzeugindustrie entschloss man sich zur Beschaffung von Triebwagen des japanischen Unternehmens Fuji Heavy Industries. 1985 wurden zehn vierteilige dieselhydraulische Triebwagen an die Dalnewostotschnaja schelesnaja doroga geliefert. Sie wurden als Д2-001 bis -010 bezeichnet und ersetzten die zuvor verwendeten Dieseltriebwagen.
1986 erhielt die Dalnewostotschnaja schelesnaja doroga zudem noch von Japan vier zweiteilige Triebwagen der Baureihe キハ58 (Kiha58) der Baujahre 1963 bis 1980 als Geschenk, diese wurden in der Sowjetunion als „Киха58“ (Kicha58), später als „К“ (K) bezeichnet, neben den Д2 eingesetzt und zwischen 2001 und 2005 außer Dienst gestellt.

## Konstruktion
Die Triebzüge der Baureihe Д2 bestehen jeweils aus zwei Motorwagen und zwei Beiwagen, die mit Übergängen ausgestattet sind. In jedem der beiden Motorwagen befindet sich ein Dieselmotor, der auf die Achsen der endständigen Drehgestelle wirkt. Dadurch steht in den Motorwagen nur etwa die Hälfte der Wagenlänge als Fahrgastraum zur Verfügung. Die Einstiege befinden sich daher in Wagenmitte und an den den Übergängen zu den Beiwagen zugewandten Enden. Die Beiwagen haben die gleichen Abmessungen (Länge eines Wagen 21,3 m) und Einstiege an den Wagenenden.
An den Frontseiten ist nur die Nummer des ganzen Zugs angeschrieben, an den Seiten werden die einzelnen Teile mit nachgestellten Nummern -1 bis -4 gekennzeichnet. Die Motorwagen -1 und -4 sind dabei ebenso wie die Beiwagen -2 und -3 baugleich, so dass die Einzelwagen auch abweichend von der nominellen Position im Zug eingesetzt werden können. Der Einsatz ohne oder nur mit einem Beiwagen ist möglich und wird auch praktiziert. Zur Bildung längerer Züge sind Doppeltraktionen aus kompletten Zügen möglich. Die Д2 haben hierfür automatische Kupplungen japanischer Bauart, die mit dem sonstigen Fahrzeugbestand auf Sachalin nicht kompatibel sind.
Die Д2 haben einen geschweißten Stahlaufbau, die Beblechung besteht aus unlackiertem rostfreiem Stahl. Der Fahrgastraum ist mit Melamin-Harz ausgekleidet und enthält die Sitze in 2+2-Anordnung.

## Einsatz
Das Bahnbetriebswerk in Juschno-Sachalinsk setzt einen Д2 als Nahverkehrszug nach Nowoderewenskaja, Bykow und Korsakow ein. Die Einsätze als Fernverkehrszug nach Tomari endeten im April 2015.
Von Cholmsk aus bedient ein Triebzug die Strecken zum Haltepunkt 77 км  (77 km; nahe Nikolaitschuk) und nach Tomari.
2005 waren noch acht Züge betriebsfähig. Die derzeitige Anzahl einsatzfähiger Д2 ist nicht bekannt. Die eingesetzten Züge wurden aus Einzelwagen verschiedener Züge zusammengestellt.

## Bilder
|  |  |  |